# Барнаульский завод резинотехнических изделий
ООО «Барнаульский завод Резиновых Технических Изделий» — крупнейшее предприятие химического комплекса Алтайского края, расположено в Барнауле.
Основано в конце 1971 года, а первой продукцией являлись резиновые клеи и прорезиненные ткани.
Сегодня завод занимается производством формовых и неформовых изделий из резины, применяющихся для комплектации продукции, армированных манжет, футеровок для горнодобывающего оборудования, изделий из прорезиненных тканей, мягких топливных баков, рукавов высокого давления, туристических палаток, надувных изделий, водозащитных костюмов.
На заводе действуют 12 технологических цехов, оснащённых современным оборудованием и технологическими процессами. Общая численность работающих — 1300 человек.